# Малая Европа
Малая Европа — европейский регион без учёта России (редко: Европа без восточно-европейских стран). Термин не получил распространения в мировой литературе и применяется в российских исследованиях преимущественно как противопоставление Большой Европе (Европе с Россией).

## Упоминание термина в российских исследованиях
Так высказывается о Малой Европе член-корреспондент РАН Алексей Анатольевич Громыко в исследовании «Россия, США, Малая Европа (ЕС): конкуренция за лидерство в мире полицентричности»
" «Малая Европа» в данном случае обозначает сумму 28 стран, вошедших на 2015 г. в состав Евросоюза. Эта Европа малая, так как представляет лишь часть Старого Света, история которого немыслима без России и ряда других стран [1] . Конечно, Россия больше, чем европейская страна с географической точки зрения. Поэтому широко используется термин «Большая Европа». Он не только не нов, но насчитывает по своему смыслу больше столетия. Это и идея «Соединённых Штатов Европы» начала XX века, и идея пан-Европы в межвоенный период, и голлистская идея общего европейского пространства, и более современные интерпретации Европы «от Лиссабона до Владивостока». «
Доктор политических наук, бывший советник-посланник посольства СССР в Берлине, Игорь Федорович Максимычев в статье „Есть ли будущее у Большой Европы?“
»Бросается в глаза, что одной из самых существенных проблем в ходе подготовки и реализации европейского объединительного процесса в XX веке стало российское участие в подлежащих созданию общеевропейских структурах. После Первой мировой войны «исключение» России из Европы мотивировалось советским «ленинизмом», а затем «сталинизмом». Однако и после осуждения «сталинизма» XX съездом КПСС в 1956 году линия на изоляцию СССР не изменилась. Когда в 1957 году, то есть через 12 лет после окончания Второй мировой войны и через год после ХХ съезда, западноевропейская интеграция преодолела стадию деклараций и стала претворяться в действительность, состоялся осознанный выбор Запада в пользу «Малой Европы». Расколу континента был придан долговременный характер, хотя движение к интеграции наметилось в обеих его частях. Чётко выраженным желанием Запада было, чтобы общеевропейская интеграция, то есть создание Большой Европы с участием России, осталась «за кадром», хотя это шло вразрез с наметившейся тенденцией объединения всей Европы." 